# 凯茜·帕滕
凯茜·帕滕（英語：Cassie Patten，1987年1月1日—），英国女子游泳运动员，主攻长距离自由泳。她曾代表英国参加2008年夏季奥林匹克运动会游泳比赛，获得女子10公里公开水域铜牌。